# Cap-Auguet
 Cap-Auguet est une communauté acadienne sur l'Isle Madame au Cap-Breton, en Nouvelle-Écosse.